# イタオマチプ

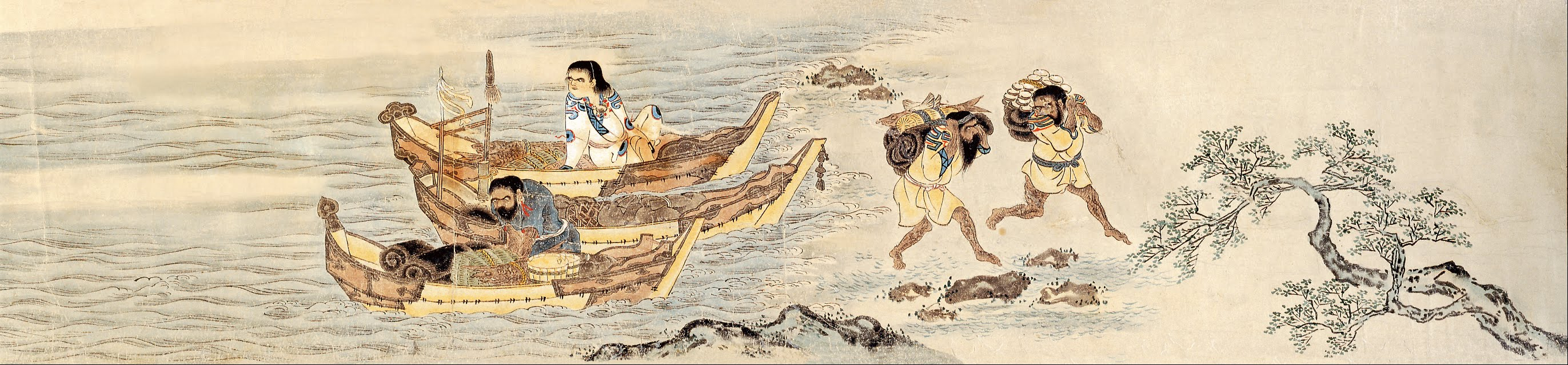
小玉貞良のアイヌ絵に描かれたイタオマチㇷ゚。交易品としての毛皮や干し鮭が満載されている。これは絵としてデフォルメされた姿であり、実際の船体は人よりはるかに大型である

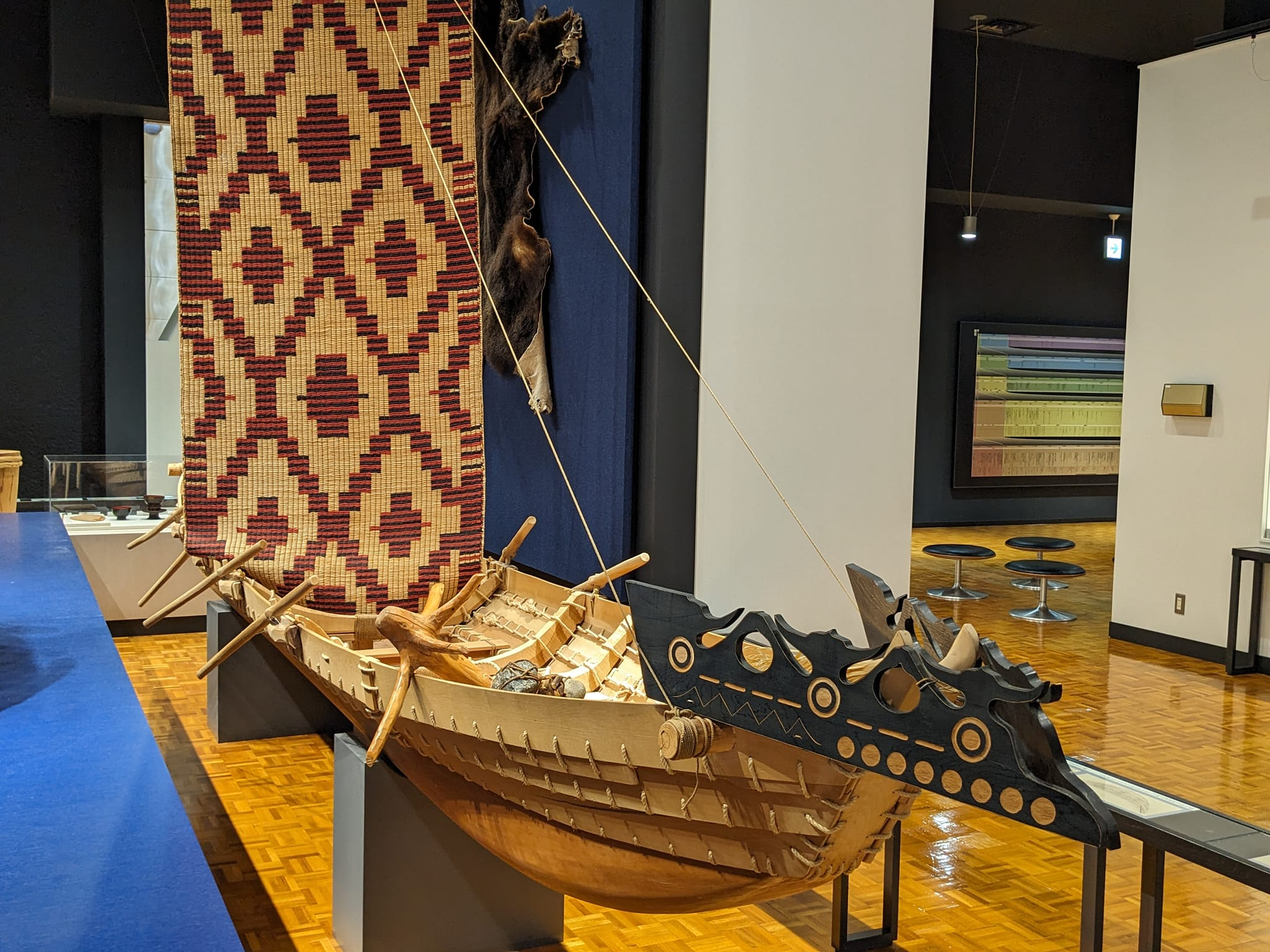
北海道博物館に展示されたイタオマチㇷ゚（復元品）

イタオマチㇷ゚（アルファベット表記：ita-oma-cip）とは、アイヌが伝統的に建造し、航海に使用していた舟艇である。

## 概要
名称は、アイヌ語で「板のある船」を意味するイタ・オマ・チㇷ゚に由来する（イタは、日本語「板」からの借用語）。カツラやセンノキなどの大木を刳り抜いた丸木舟に舷側板を取り付けることで大型化させた、縫合船の一種である。アイヌは一般的に河川や湖沼など内水を航行する場合は大木を刳り抜いただけのチㇷ゚（丸木舟）を用いたが、他地域との交易などで海上を航行する際は、このイタオマチㇷ゚を用いた。この技法による船は、日本ではアイヌ以外の地域からは知られていない。

## 造船法
以下は、江戸時代後期に秦檍麿らがアイヌ文化解説の目的で作成した絵巻物『蝦夷生計図説』を参考とした、イタオマチㇷ゚建造の手順である（「蝦夷生計図説」以外の資料を基にした記述は、脚注に記す）。

### 用材伐採
まず山中に分け入り、大木を探し求める。用材として適当な木を見出したら、樹下に祭壇を組み、カムイノミを行う。山の神、木の魂にイナウを捧げ、用材を得る許しを求めて祈る。その上で伐倒し、丸太をその場で適切な長さに切断した上で掘削作業に入る。

### 船底造り

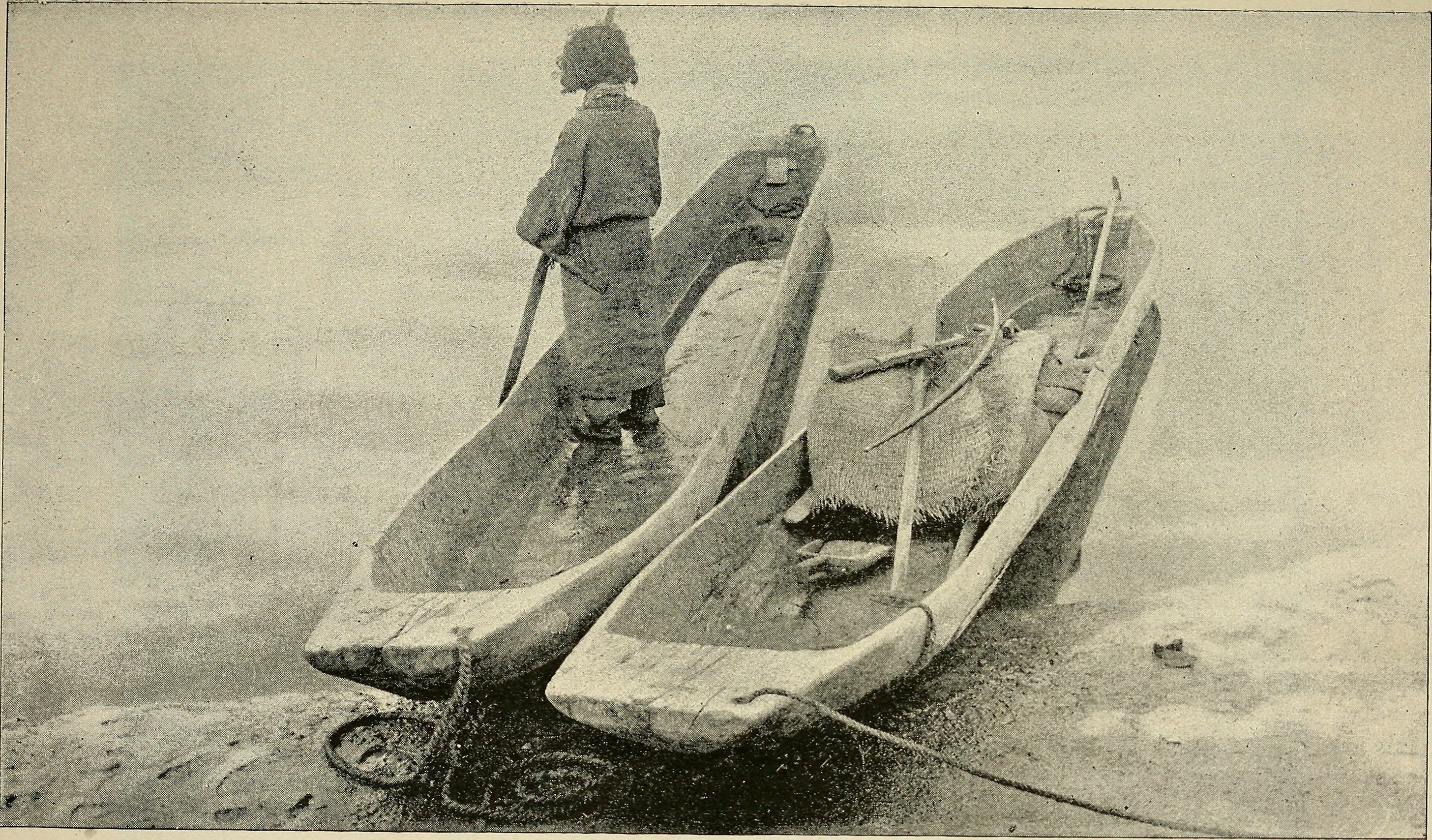
明治20年代の、アイヌの丸木舟。イタオマチㇷ゚は、丸木舟に舷側板を継ぎ足した構造である

イタオマチㇷ゚の構造の基本は、舟敷となる丸木舟である。一般的に「木の北側は日が当たらず成長が遅いので、年輪が詰まり、木質も硬くて重い」とされるため、伐倒以前の木が北向きだった部分が「船底」として設計される。作業に都合がいい位置に丸太を回転させた上で掘削作業に入る。工具には伐採用の斧のほかに、モッタと呼ばれる小型のちょうな、あるいは研ぎあげた鍬が用いられる。
船底部分の大まかな形が削り上がったら、山中からおろして村落に運び込み、刳り抜いた内部に横木を嵌め込むことで舷側部分が内側に倒れ込む失敗を防ぐ。同時にムシロなどを巻いて急激な乾燥を避けつつ寝かせ、狂いが収まるのを待つ。その上で船内に水を注いで「水平」を確かめ、完成時の外観や用途をイメージしつつ、丹念に削りなおして修正する。

### 舷側板張り

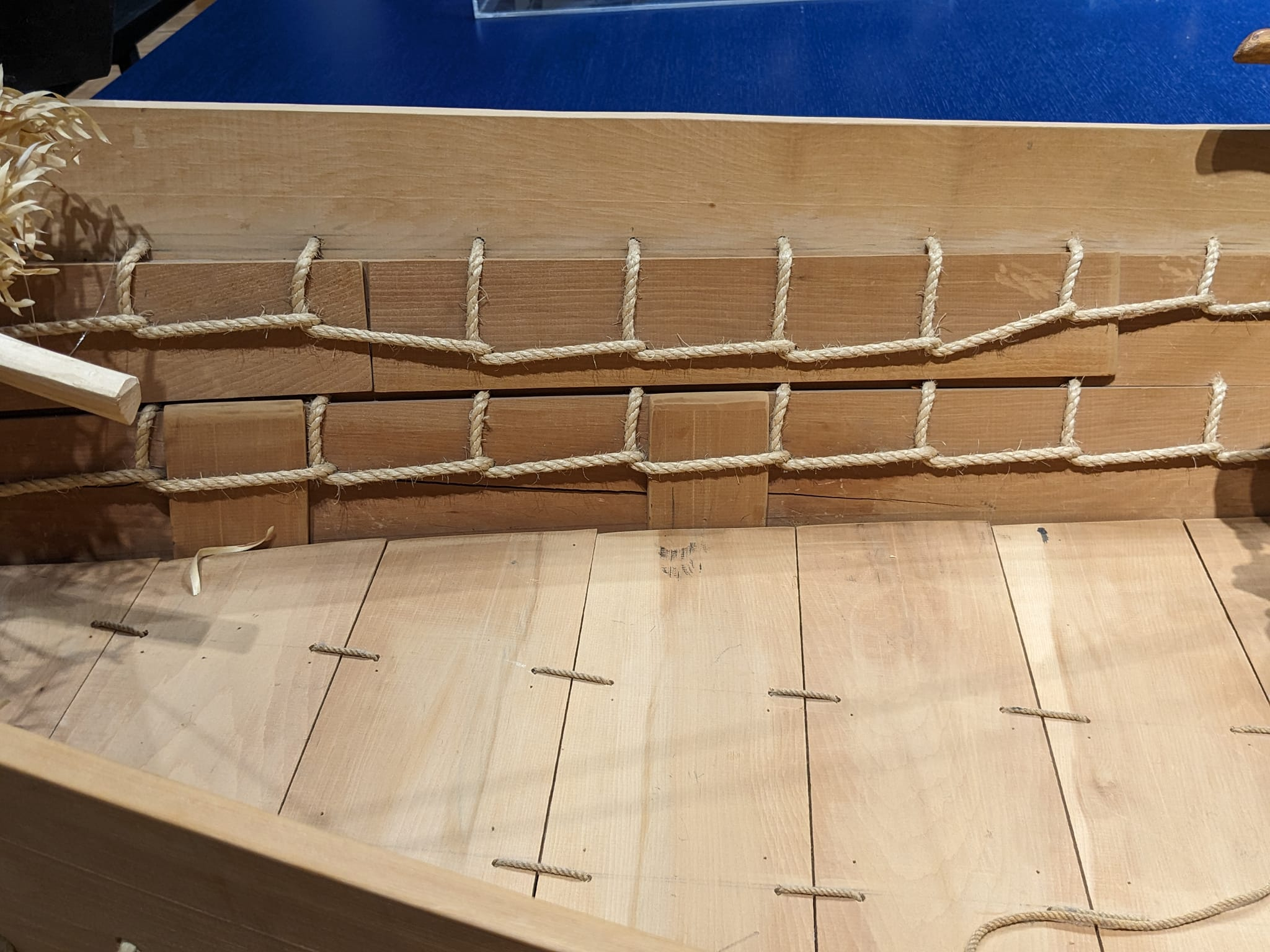
ロープで板材を綴り合せる（北海道博物館）

舟敷が完成したら、チㇷ゚ラㇷ゚イタ（舷側板。直訳すれば「舟の翼の板」）、や艫、舳部分に取り付ける板、さらに板を船体に取り付けるためのテシカ（縄）を用意する。この縄の素材にはニベシ（正確な発音はニペㇱ。シナノキの樹皮）、エゾヤマザクラの樹皮、クジラの髭の3種類があり、北海道太平洋沿岸ではシリキシナイ（現在の函館市恵山町）からビロウ（広尾町）までの地域はニベシや桜の樹皮が使われ、ビロウからクナシリ（国後島）までの地域ではクジラの髭が多く使われた。
まず基礎となる舟敷の舷にいくつもの孔を穿って縄を通し、その縄を舷側板にも穿っておいた孔に通すことで縫い付ける。新たな舷側板をあてがうことを繰り返し、船体の大まかな形を模る。板同士の隙間には苔を詰め込んで漏水を防ぐ。船体が完成したところで、船首にイナウを捧げ、船魂を祀る儀礼・チㇷ゚サンケを執り行う。
こうして作られた船体の大きさは200石積みの和船と同じくらい（約20トン）となる。ウイマム（松前藩主との謁見行事）に赴く際の船はウイマムチㇷ゚と呼ばれ、特別な儀装が成される。

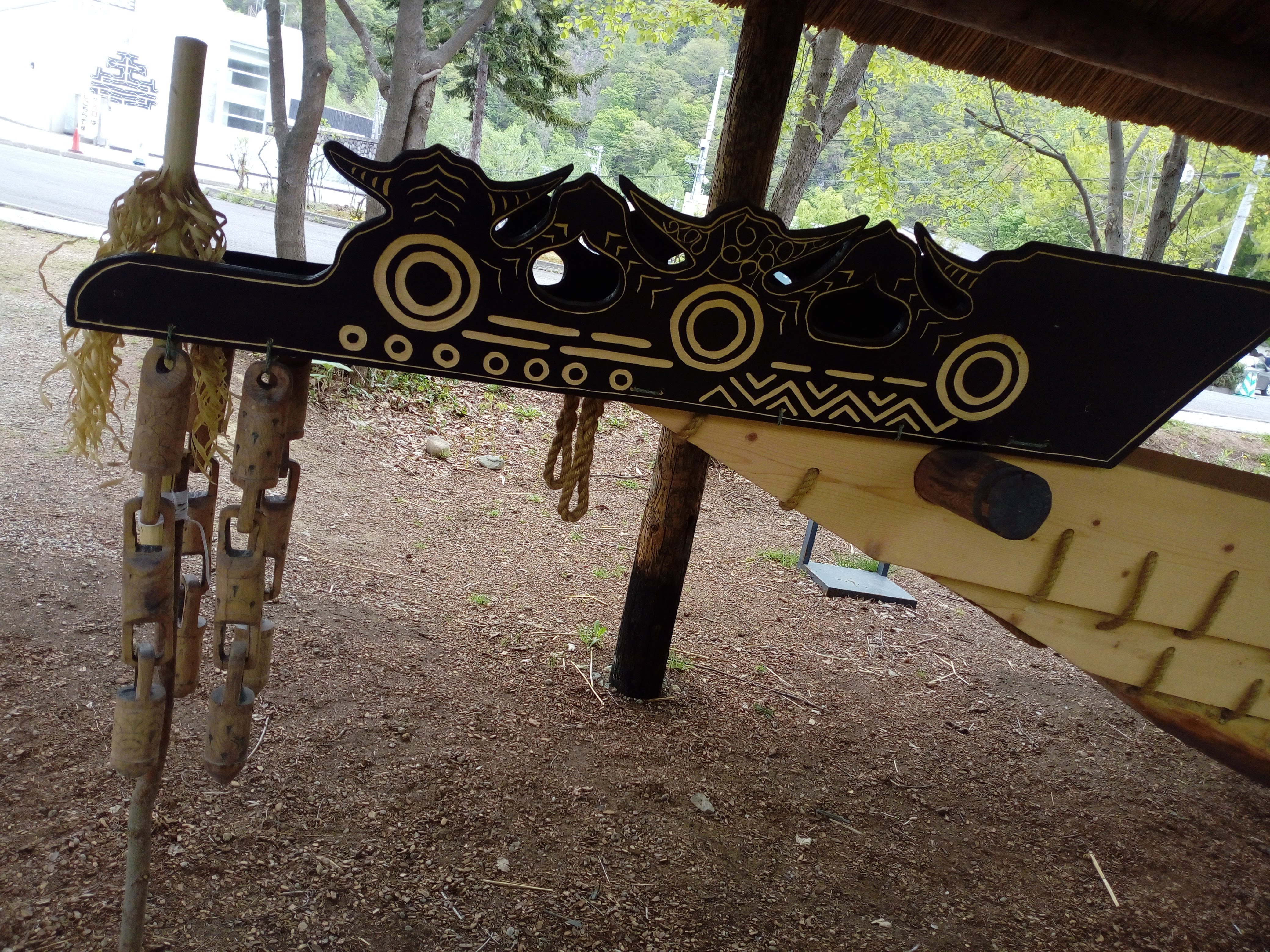
札幌市南区小金湯の札幌市アイヌ文化交流センター（サッポロピㇼカコタン）に展示されたイタオマチㇷ゚（復元品）の舳先部分。木製の鎖で儀装されている

### 推進具
イタオマチㇷ゚の推進具は、カンヂと呼ばれるオールである。柄の中途に孔が開けられ、その孔をイタオマチㇷ゚の舷に取り付けた突起「タカマヂ」にあてがうことで固定する。和語で「車櫂」と呼ばれるシステムである。船体の胴の間にはカヤニ（帆柱）を船の進行方向と直角になる位置で2本立て、その間にカヤ（帆）を張る。帆の材料は、シキナ（ガマ）で編んだゴザが用いられる。

### その他、付属品

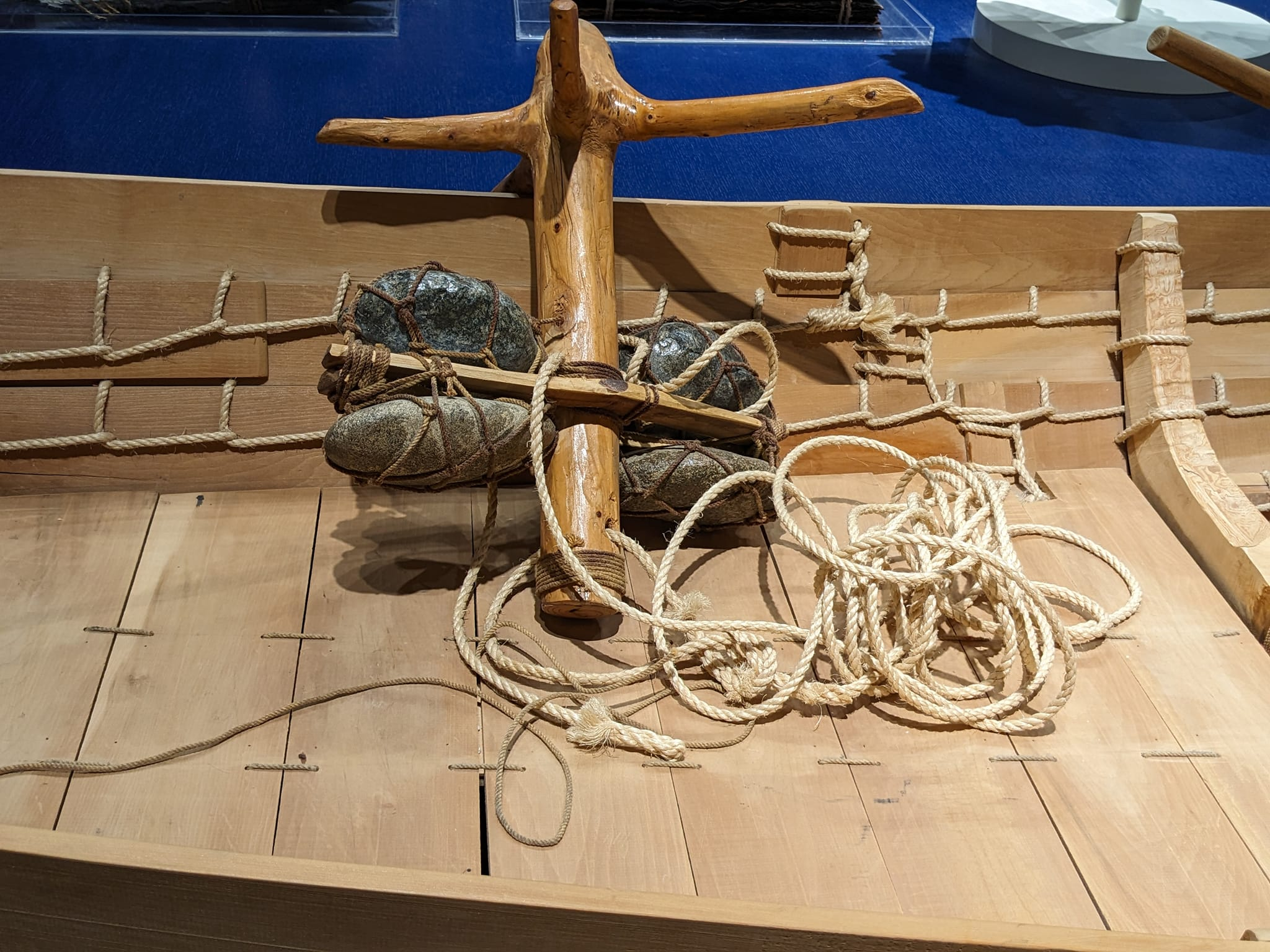
イタオマチㇷ゚の碇

イタオマチㇷ゚のカイタ（碇）は、股木に石を取り付け重量を増したもので、和船の碇に似ている。さらに船内の漏水をくみ取るため、ワッカケㇷ゚（水を汲み取るもの。淦取りのこと）が備えられる。ワッカケㇷ゚の語は訛って和人にも伝わり、北海道弁では淦取りをヘゲと呼ぶ。

## 航行術
海上に出帆する折は天候に留意し、晴天が続くと判断した上で海神に旅路の安寧を祈り、船出する。遠洋には漕ぎ出さず、必ず陸沿いに進むことを心掛ける。また夜間の航行は危険ゆえ憚られ、必ず日が暮れる前に到達できる距離を一日の進捗距離とした。
順風の折は帆に風を受けて「順風満帆」の状態で航行するが、横風の際は帆柱を傾け帆を操作することで、進行方向を安定させる。櫂を用いて漕ぐ際は、胴の間に敷かれた板に乗組員が座り、一人で船体左右の櫂をそれぞれ操って推進させる。だがビロウからクナシリまでの海域では、横に2人並び、一人が右側の櫂を、もう一人が左側の櫂を操ることで推進させる。この海域は海流が激しいため、一人ではとても左右の櫂を操れないためであるという。

## 歴史

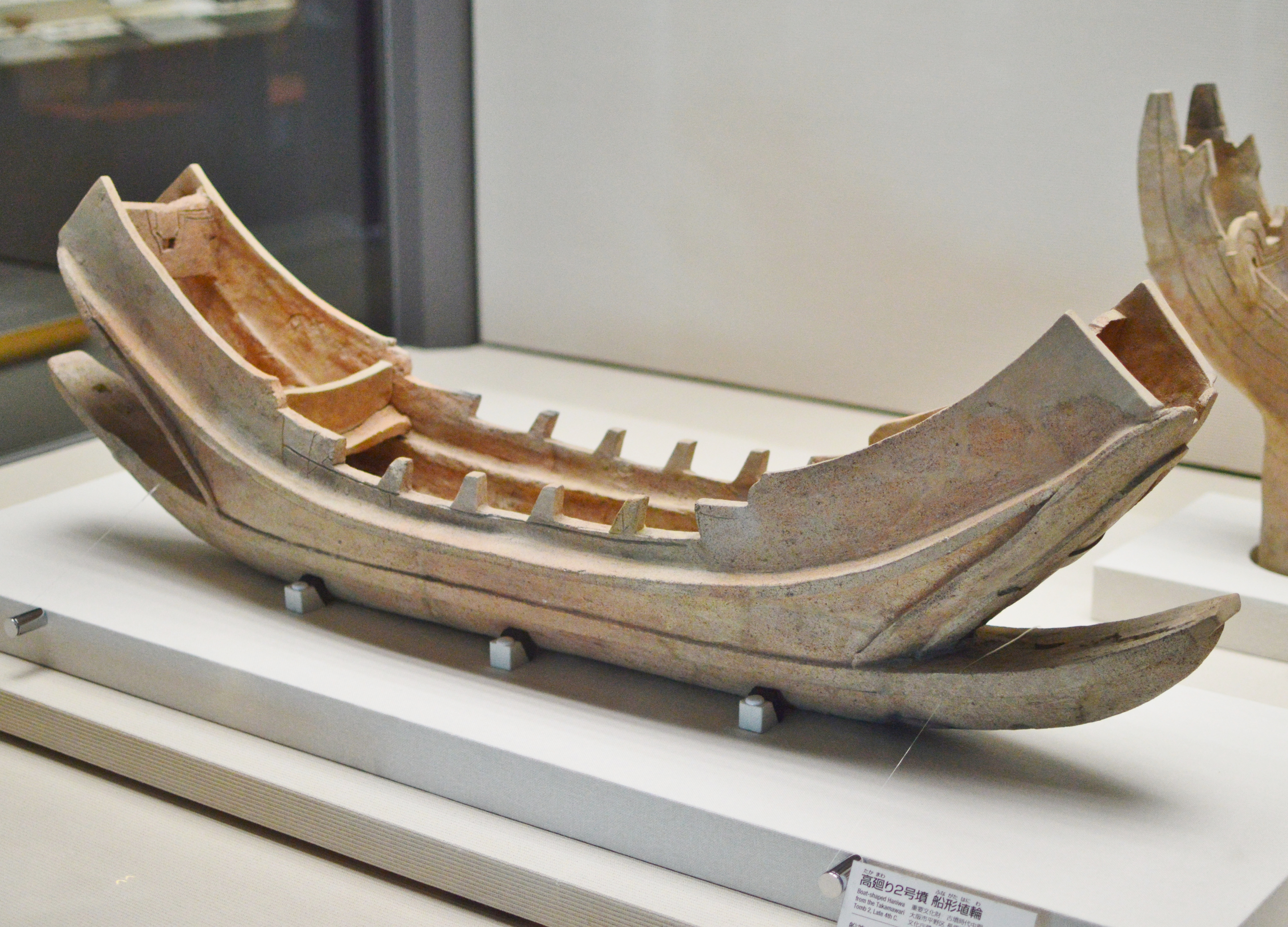
大阪府大阪市平野区の長原古墳群から出土した舟型埴輪。大阪歴史博物館所蔵

アイヌは近代にいたるまで文字の使用を受け入れなかったため、それ以前のアイヌ史は考古学的な見地、あるいは和人はじめ他民族による文字資料からの考察が必要となる。イタオマチㇷ゚の起源も同様である。
日本本土においては、弥生時代より丸木舟に舷側板を取り付けて大型化した船が建造され始めたとされ、広島県福山市の御領遺跡からは、このタイプの船を描いたと思える土器片（弥生時代後期）が出土している。古墳時代の古墳からは人物や動物、建造物など様々な事象を模して造られた埴輪が出土しているが、その中には舟を模した「舟型埴輪」があり、丸木舟に舷側板を取り付けた構造が表現されている。この「丸木舟に舷側板を足して容積を増す」造船法こそが和船の構造の基本であり、後の千石船（弁財船）も、航（かわら）と呼ばれる分厚い一枚板を舟底に据え、板を継ぎ足して全体を模る構造である。
一方、アイヌ文化圏においては、北海道日本海沿岸、余市町のフゴッペ洞窟で発見された続縄文文化期の洞窟壁画に、イタオマチㇷ゚を模したと思しき線画が描かれている。なお考古学者・瀬川拓郎の学説によれば、フゴッペ洞窟の壁画は、日本海を航行して古代の北海道に至り、その地で客死した日本本土の「古墳文化人」に手向けられた「古墳壁画」であるという。それが事実なら、イタオマチㇷ゚の製法は日本本土から伝来したとも考えられる。
時代が下って8，9世紀頃、続縄文文化は「擦った」（こすった）ような模様の土器を使用する「擦文文化」へと進化する。擦文文化の担い手（アイヌの祖先）は干し鮭やワシの尾羽、毛皮などを商品として日本本土との交易活動に勤しみ、鉄器やコメ、漆器などを移入した。交易活動の活性化には、大型の船舶の存在が予感される。一方、同時期の北海道オホーツク海沿岸では、北方の樺太方面から渡来した民族がオホーツク文化と呼ばれる別系統の文化を営んでいた。知床半島の松法川北岸遺跡（羅臼町）は8世紀頃のオホーツク文化人による村落址だが、火災に遭った住居跡から多数の炭化した木製品が出土している。この中から、構造船のミニチュアと思しき木製品も発見された。
チセの居住やイオマンテ、アットゥシの着用、イナウと漆器を用いたカムイノミなどの「いわゆるアイヌ文化」が成立したのは日本本土の平安時代末期から鎌倉期にかけてとされ、アイヌ文化の成立は日本本土との交易の活性化の影響が大きいとされる。アイヌ文化成立期に作成されたと思われる丸木舟が、1966年に苫小牧市郊外の勇払川河畔から出土している。この丸木舟は舷側にはいくつもの小穴が穿たれた「イタオマチㇷ゚」であり、船体にはアイヌ文様が彫り込まれ、同時に出土した櫂にはアイヌ特有の家紋であるシロシも確認された。

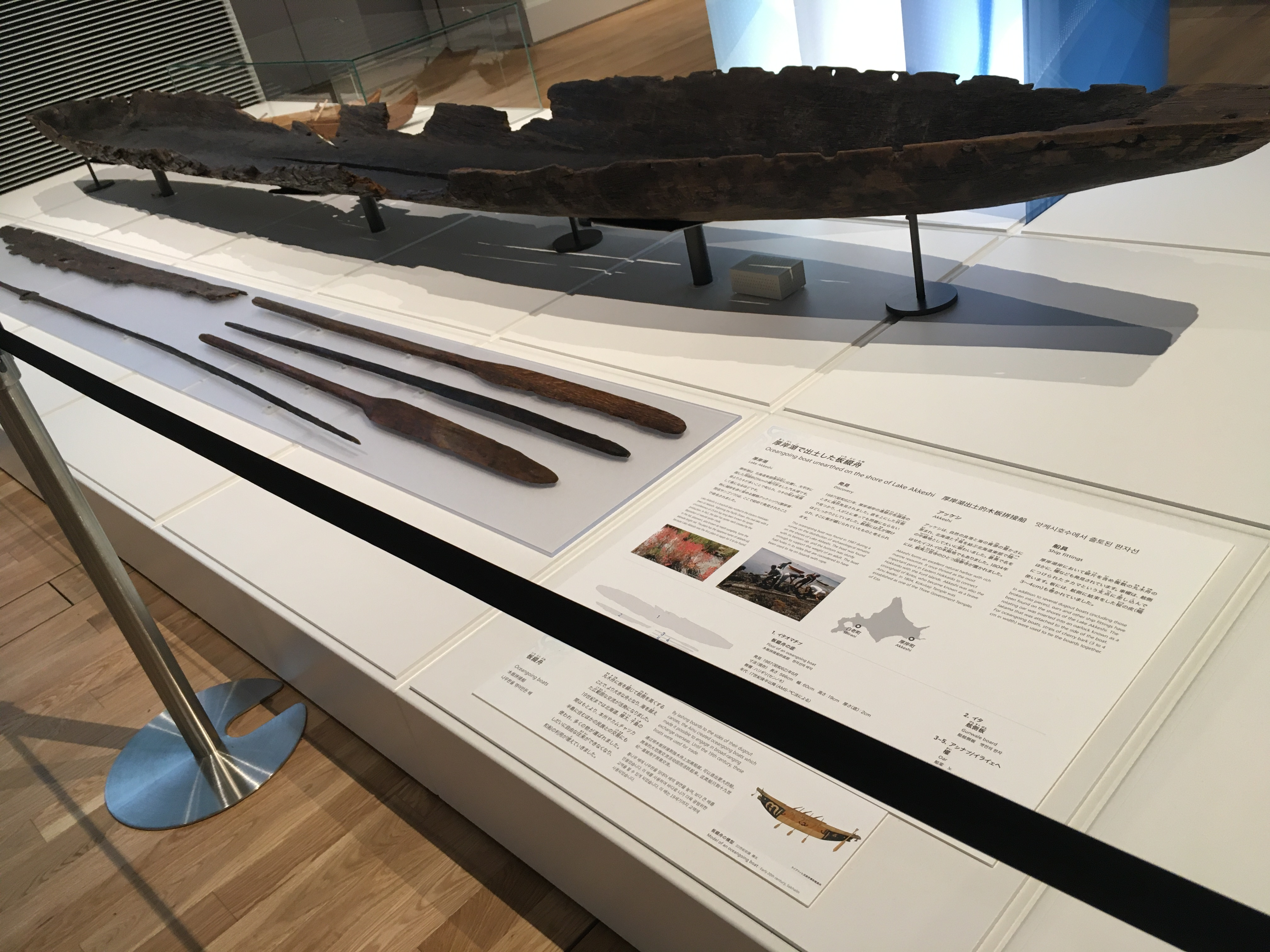
北海道東部・厚岸町で出土した江戸時代中期のイタオマチㇷ゚の底板と櫂。現在、白老町のウポポイで展示中

15世紀後半より北海道南部の渡島半島には和人の勢力下に入り、16世紀には松前氏の支配下となる。江戸時代初期の元和年間（1625年ごろ）、松前城下を訪れたイエズス会士の宣教師、ジェロニモ・アンジェリスは、和人とアイヌの交易で賑わう城下のさまを以下のように記録している。（一部、内容意訳）
江戸時代中期以降、場所請負制の浸透によりアイヌは和人の漁場に隷属され、交易圏も狭まっていくが、イタオマチㇷ゚は依然として建造され、航海や海での海獣猟などに用いられていた。寛政11年（1799年）、
蝦夷地の産物調査に参加した絵師の島田元旦（谷元旦）は、イタオマチㇷ゚での船旅を報告書『蝦夷紀行附図』に「蝦夷船渡海之圖」として描いているほか、『蝦夷島奇観』や、明治初期に描かれた『明治初期アイヌ風俗図巻』には、イタオマチㇷ゚に乗り込み海獣猟や昆布採りに勤しむ人々が描かれている。
やがて同化政策や近代化によりイタオマチㇷ゚の建造や航行技術も失われたが、1989年に秋辺得平ら釧路市在住のアイヌ系住民が国立民族学博物館の協力を得てイタオマチㇷ゚を復元させ、以降、各地のアイヌ団体が続々とイタオマチㇷ゚の復元に取り組んでいる。2020年現在、北海道博物館、サッポロピㇼカコタン、新ひだか町アイヌ民俗資料館 、ウポポイなどに、展示用として復元されたイタオマチㇷ゚が存在する。